# Christine Herbst

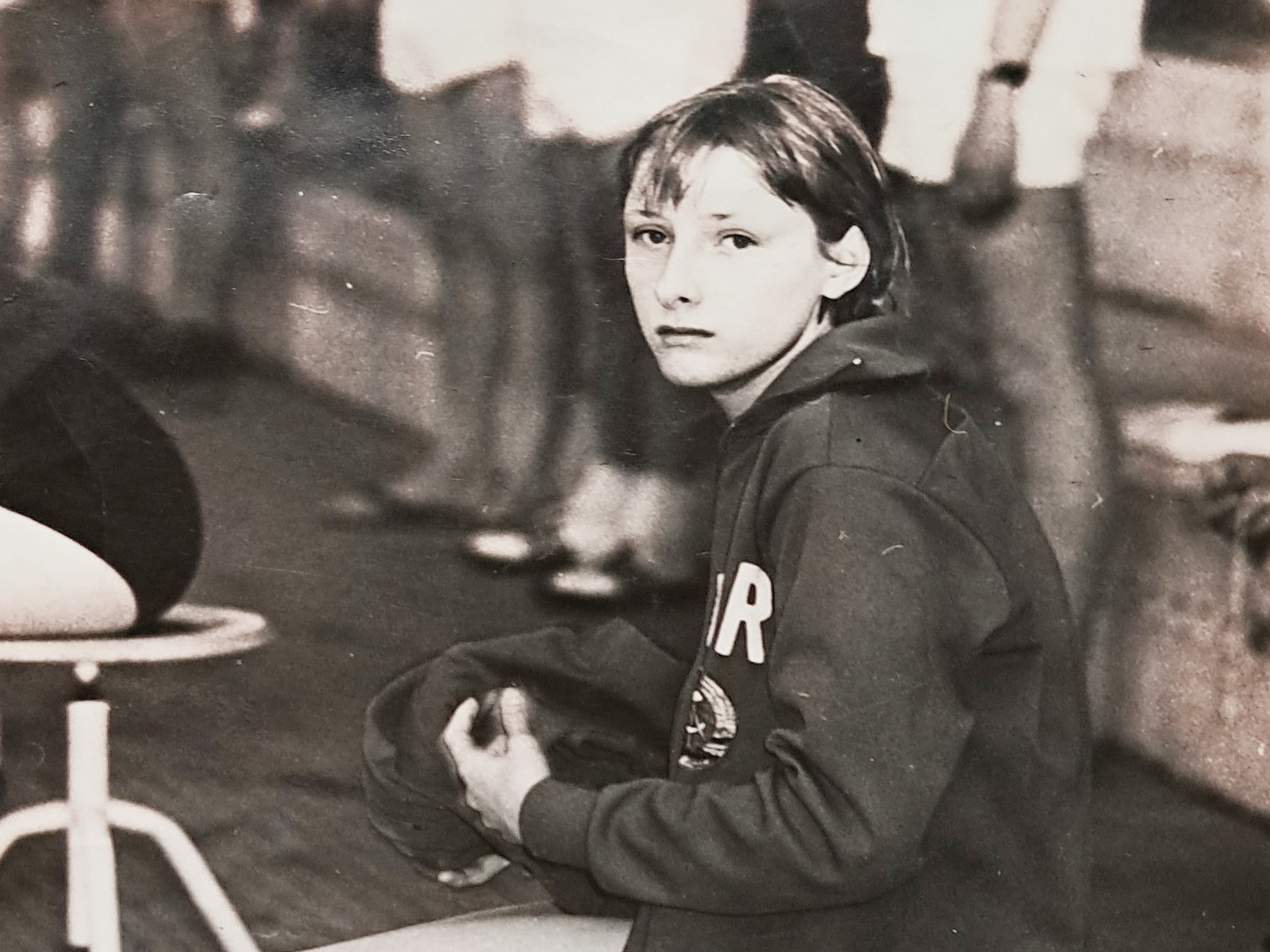
Christine Herbst beim Länderkampf in Dresden (1970)

Christine Herbst (* 19. Juli 1955 oder 1957 in Dresden, nach Heirat Christine Paulick) ist eine ehemalige Schwimmsportlerin aus der DDR, die 1972 eine olympische Silbermedaille gewann.
Christine Herbst schwamm beim SC Einheit Dresden und trainierte bei Uwe Neumann. Im Jahr 1972 siegte sie bei der DDR-Meisterschaft auf beiden Rückenstrecken. Bei den Olympischen Spielen 1972 schwamm sie über 100 Meter Rücken auf den siebenten Platz, belegte über 200 Meter den fünften Rang und gewann mit der Lagenstaffel in der Besetzung Christine Herbst, Renate Vogel, Roswitha Beier und Kornelia Ender die Silbermedaille hinter den US-Amerikanerinnen. Im Jahr 1973 belegte sie die Plätze zwei und drei bei der DDR-Meisterschaft. Bei den Schwimmweltmeisterschaften 1973 erreichte sie die Plätze sechs und vier. In der Staffel wurde ihre Vereinskollegin Ulrike Richter eingesetzt, die in den nächsten Jahren das Rückenschwimmen dominieren sollte, während Herbst ihre Karriere bald beendete.
Später war die gelernte Kosmetikerin in der Elektrobranche tätig, nach der Wende kehrte sie in ihren Beruf als Kosmetikerin zurück.

## Auszeichnungen (Auswahl)
- 1972: Vaterländischer Verdienstorden in Bronze